# Ossessione fatale (film 1995)
Ossessione fatale (Malicious) è un film canadese-statunitense del 1995 diretto da Ian Corson.

## Trama
Dopo un breve incontro con una ragazza di nome Melissa Nelson, Doug Morgan, atleta del college si rende conto di essere ossessionato dalla ragazza che vuole distruggergli la vita seducendolo.